# Tarusa
Tarusa is een bestuurslaag in het regentschap Sumbawa van de provincie West-Nusa Tenggara, Indonesië. Tarusa telt 2546 inwoners (volkstelling 2010).